# Radlín
Radlín (německy Radlin) je malá vesnice a část města Heřmanův Městec v okrese Chrudim. Nachází se asi 2,5 kilometru jihovýchodně od Heřmanova Městce. Radlín leží v katastrálním území Chotěnice o výměře 2,31 km².

## Historie
První písemná zmínka o vesnici pochází z roku 1544.